# Portal de Can Ribas (Montgat)
El Portal de Can Ribas és un portal de Montgat (Maresme).

## Descripció
Portalada d'arc de ferradura que es troba presidida per dos pilars de capcer esglaonat. La part superior de l'arc té el perfil dentat. Els pilars són de maó i es troben frontalment decorats amb mosaic ceràmic de motius arabitzants. Està pintada de color blanc.

## Història
La finca del desaparegut casal neoàrab de Can Ribas tenia com a accés principal aquest portal, construït segons el mateix estil artístic. El casal va ser enderrocat a mitjans del segle XX per la urbanització del Turó del Mar, quedant el portal i el templet-mirador com a testimonis de la seva existència. La masia de Can Galceran de Vall era la masoveria del casal, que va ser construït com a torre per a l'estiueig.
En l'actualitat és l'entrada del Club de Tennis de Montgat.